# Mascia Cantoni
Mascia Cantoni, nome d'arte di Marilena Cantoni (Lugano, 5 marzo 1940), è un'annunciatrice televisiva e conduttrice televisiva svizzera, attiva per la RSI dal 1960.

## Biografia
Inizia la carriera il 2 marzo 1960 come segretaria nella sede di Zurigo della televisione della Svizzera italiana. Poco dopo diventa la prima annunciatrice della TSI e successivamente si trasferisce negli studi di Lugano. 
Il lavoro svolto alla TSI la rende molto nota anche nelle zone di copertura italiane dell’emittente. Nel 1966 la Rai la chiama a presentare Un disco per l’estate con Corrado e Nicoletta Orsomando e, nel 1967, il quiz della Seconda rete Chi ti ha dato la patente?.
Negli anni '70 affianca di nuovo Corrado in Un'ora per voi, il programma settimanale dedicato dalla TSI all’immigrazione italiana e, fino al 1982, partecipa alla conduzione, sempre per l’emittente della Svizzera italiana, di Giochi senza frontiere.
Collabora con Radio Rai sostituendo, per oltre un anno, Enzo Tortora nella presentazione del programma radiofonico Il gambero.
Si dedica al giornalismo e alla conduzione del programma di informazione locale Il Regionale. Diventa produttrice e regista.